# 武川睦寛
武川 睦寛（たけかわ むつひろ、1964年 - ）は、日本の医学者、内科医。東京大学医科学研究所副所長・教授。

## 人物・経歴
東京都に生まれ、北海道札幌市で育つ。北海道札幌南高等学校を卒業。1990年札幌医科大学医学部を卒業。内科医を経て、基礎研究を始め、1994年、札幌医科大学大学院医学研究科を修了し、医学博士の学位を取得[4][5]。
その後、大阪大学微生物病研究所訪問研究員、ハーバード大学医学部ダナ・ファーバー癌研究所ポスドク研究員（ヒューマン・フロンティア・サイエンス・プログラム長期フェローシップ）を経て、札幌医科大学医学部内科学第一講座助手、科学技術振興機構さきがけ研究「情報と細胞機能」領域研究者を歴任。
2000年、東京大学医科学研究所助手、2003年に同助教授。同准教授を経て、2009年より名古屋大学環境医学研究所分子シグナル制御分野教授に就任。2012年に東京大学医科学研究所教授に異動し、2015年から東京大学医科学研究所副所長（総務系）を務め、2023年から再び東京大学医科学研究所副所長（総務系）となった。趣味は音楽鑑賞、ギター演奏。

## 受賞
- 1995年：ヒューマン・フロンティア・サイエンス・プログラム（英語版）長期フェローシップ[6]
- 1999年：ICES'99 Poster Award[6]
- 2003年：日本癌学会奨励賞[6]
- 2015年：日本電気泳動学会児玉賞[6]